# Gregory Cromwell, I barone Cromwell
Lord Gregory Cromwell, I barone Cromwell, Cavaliere del Bagno (Londra, 1520 – Leicestershire, 4 luglio 1551), è stato un nobile inglese, unico figlio di Thomas Cromwell, consigliere di Enrico VIII, e di sua moglie Elizabeth Wyckes.
Thomas Cromwell, nonostante le modeste origini, divenne uno dei più potenti consiglieri e ministri di Enrico VIII, e, come sostenitore della Riforma protestante, fu fondamentale nel favorire lo Scisma anglicano, sostenendo il sovrano nel divorzio da Caterina d'Aragona.
Nel 1537 Gregory Cromwell sposò Elizabeth Seymour, sorella di Jane Seymour, terza moglie di Enrico VIII e madre di Edoardo VI. Riuscì a sopravvivere alla caduta in disgrazia di suo padre (giustiziato nel 1540) e del suo protettore Edward Seymour (allontanato da corte nel 1549), e ad affermarsi come ricco proprietario terriero, il cui notevole patrimonio alla sua morte nel 1551 trasmise al figlio maggiore Henry.

## Biografia

### Origini e primi anni

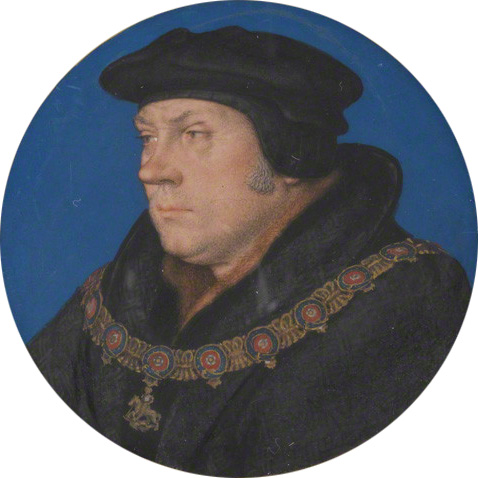
Thomas Cromwell, I conte di Essex e padre di Gregory Cromwell, con il collare dell'Ordine della Giarrettiera (Hans Holbein il Giovane)

Gregory Cromwell nacque a Londra nel 1520, come primogenito di Thomas Cromwell e sua moglie Elizabeth Wyckes, sposati intorno al 1515. Due sorelle minori, Anne e Grace, nacquero negli anni seguenti per poi morire bambine nell'ottobre 1529. Trascorse i primi anni della sua vita coi genitori e la nonna materna, Mercy Pryor, in un ambiente che venne descritto come felice e sereno: "Thomas Cromwell aveva l'abitudine di non prendersi troppo sul serio; l'atmosfera amichevole e familiare da cui derivava era evidentemente l'atmosfera della casa di Cromwell. E sembra che abbia mostrato presto quella pronta gratitudine per la gentilezza, quella fedeltà verso coloro che lo avevano aiutato, per la quale divenne famoso in patria e all'estero. La gente amava andare a casa sua e ricordava la loro visita con piacere".
La famiglia Cromwell aveva origini modeste. Il nonno paterno di Gregory, Walter Cromwell, era un piccolo ma ambizioso proprietario terriero e aspirante uomo d'affari, che aveva svolto un gran numero di professioni, fra cui fabbro, tosatore di stoffe e birraio, e che aveva avuto problemi con la legge, in particolare denunce per aggressione e un procedimento per frode che portò alla confisca di tutte le sue terre. Si era tuttavia arricchito abbastanza da aver potuto fornire una buona istruzione al figlio Thomas, instillando in lui l'importanza della cultura, che si riflesse nel modo in cui in seguito educò Gregory.
Nel 1529 Gregory perse prima la madre e poi le sorelle a causa della malattia del sudore. L'anno dopo, suo padre ebbe una figlia naturale, Jane (1530 - 1580), da una donna ignota. Jane sopravvisse fino a sposarsi e ad avere almeno una figlia e diversi nipoti, che si distinsero come ferventi cattolici sotto il regno anglicano di Elisabetta I; ma non è noto granché sul suo rapporto col padre, che pure la prese in casa con sé, e col fratellastro, se non che, quando Gregory si trasferì nel castello di Leeds nel 1539, Jane venne affidata a sua moglie Elizabeth Seymour su suggerimento della tutrice Margaret Vernon, e che le spese per il suo mantenimento furono coperte da Thomas Cromwell fino a quando questi non venne giustiziato, nel 1540.
Gregory crebbe molto vicino al padre e al cugino Richard Williams (1510 - 1544, prese successivamente il cognome Cromwell e fu il bisnonno del repubblicano Oliver Cromwell), figlio della zia paterna Catherine e cresciuto in casa con lui, e ne condivise gli interessi e le visioni religiose riformate, seguendo da vicino gli sviluppi della situazione religiosa in Inghilterra sotto Enrico VIII e scegliendo come compagni noti protestanti come William Cecil e Ralph Sadler. In particolare, è nota la sua corrispondenza del marzo 1540 col suo ex tutore Henry Dowes, che aveva come argomento la preoccupazione per la ritrattazione della fede riformata di William Jerome, vicario di Stepney.

### Istruzione

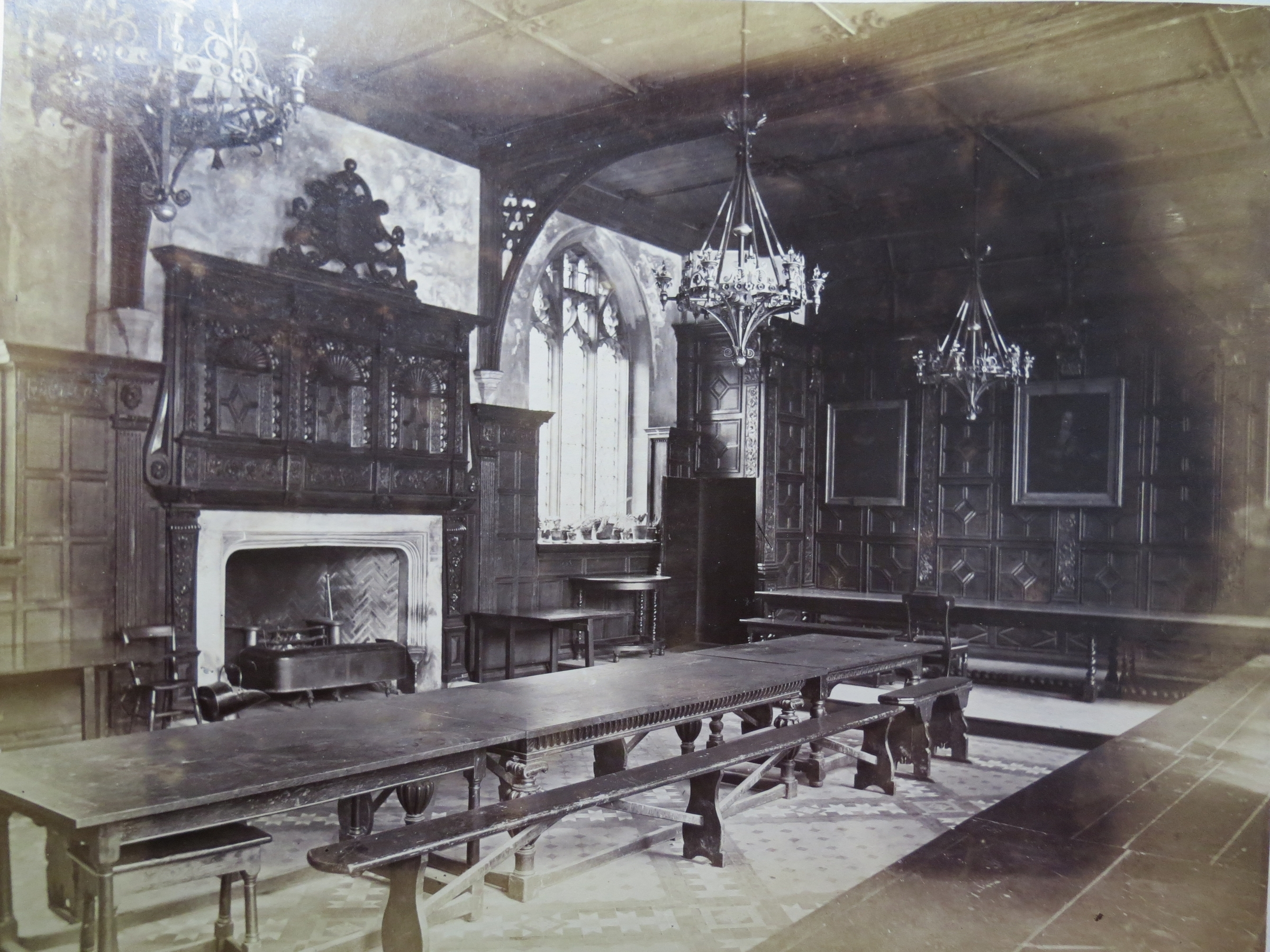
Sala da pranzo originale di Pembroke Hall

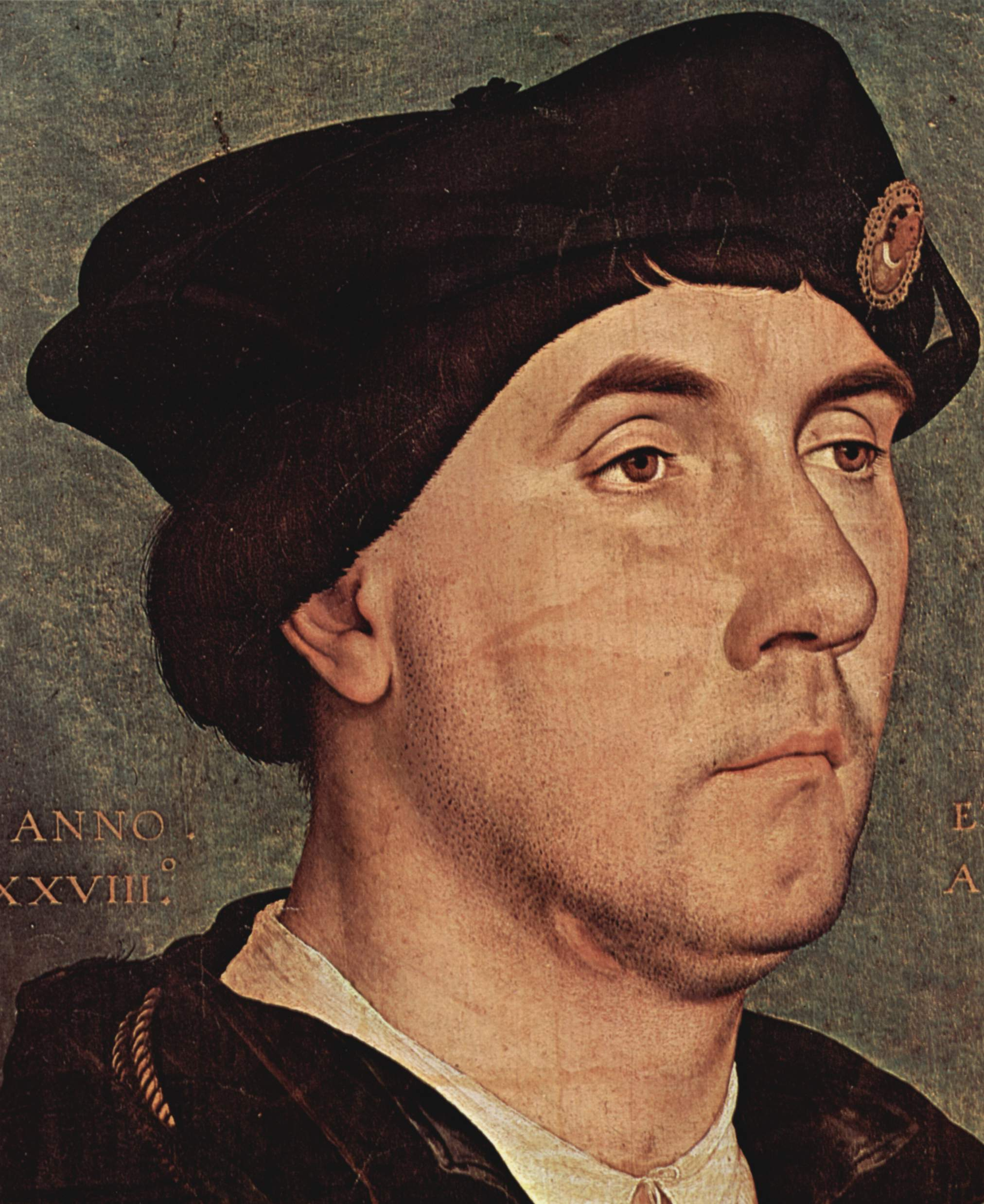
Richard Southwell, insegnante di Gregory Cromwell, miniatura di Hans Holbein il Giovane

Thomas Cromwell si adoperò per garantire al figlio la migliore istruzione fin dai primi anni. Nel 1528 lo iscrisse a Cambridge insieme a un gruppo selezionato di compagni e tutori, che includevano il cugino di Gregory, Richard, Nicholas Sadler, un parente di Ralph Sadler, fedele di Cromwell, Christopher Wellyfed e un tale Beresford. Gregory studiò lì fino al 1533, risiedendo alternativamente a Pembroke Hall, al Christ's College e nelle case di amici e colleghi del padre, che per tutto questo periodo seguì attentamente i suoi progressi e procedette a inviare beni e regali all'intero gruppo.
Precedentemente, si credeva che a questo punto Gregory avesse circa 14 anni invece di 8, rendendolo molto più grande della media degli studenti che iniziavano la loro istruzione e ciò portò a diverse speculazioni negative sulle sue capacità intellettive. In seguito, la scoperta di nuova corrispondenza fra il padre e i tutori di Gregory stabilirono che non poteva avere più di 8 anni nel 1528, essendo descritto regolarmente come un bambino piccolo, dedito al gioco e che aveva da poco imparato a leggere e scrivere. Un'ulteriore conferma dell'età di Gregory viene da una lettera della sua tutrice, Margaret Vernon, priora di Little Marlow (Buckinghamshire) datata 1530, in cui conferma che il bambino non aveva ancora superato gli 11 anni, in linea con le convenzioni dell'epoca che ritenevano non appropriato che i bambini maschi rimanessero in affido alle suore oltre i 12 anni di età.
Oltre alla priora, che sorvegliava il bambino ma non era autorizzata a istruirlo, i tutori di Gregory comprendevano John Chekyng, filosofo sofista e teologo; Henry Lockwood; John Hunt, avvocato e giurista; Rowland Lee, vescovo riformista e alleato di Cromwell a corte; Richard Southwell, cortigiano e consigliere reale; Thomas Elyot, ed Henry Dowes, che rimase un mentore per Gregory anche dopo aver completato la sua formazione e che lo istruì in un'ampia gamma di materia, fra cui francese e latino. In generale, gli studi di Gregory furono improntati all'umanesimo, sebbene Cromwell inserì anche argomenti estranei ad esso come le opere di Erasmo, inglese, musica, storia antica, matematica e contabilità, ginnastica e preparazione alle armi. Le lettere di Cromwell descrivono in dettaglio gli studi del figlio, aggiungendo che praticava con passione anche il tiro con l'arco, l'equitazione, la caccia e la falconeria e che suonava il virginale e il liuto. Le lettere dei suoi insegnanti rivelano un ragazzo intelligente che progrediva con relativa facilità, sebbene fosse anche facile alle distrazioni, soprattutto quelle sportive, che la campagna offriva in abbondanza e in cui lui eccelleva.
Diversi personaggi furono impressionati dal giovane Gregory, fra cui Thomas Howard, III duca di Norfolk, e diversi personaggi gli dedicarono le proprie opere, convinti che, con le sue capacità, sarebbe diventato presto un capace alleato del padre e avrebbe potuto intercedere per loro presso di lui e il re. Tuttavia, al pari di John More, figlio di Thomas More, le capacità e i talenti di Gregory rimasero per lo più ignorate quando non sminuiti dalla storiografia, oscurati da quelli del suo brillante padre.

### Morte della regina Jane (1537)

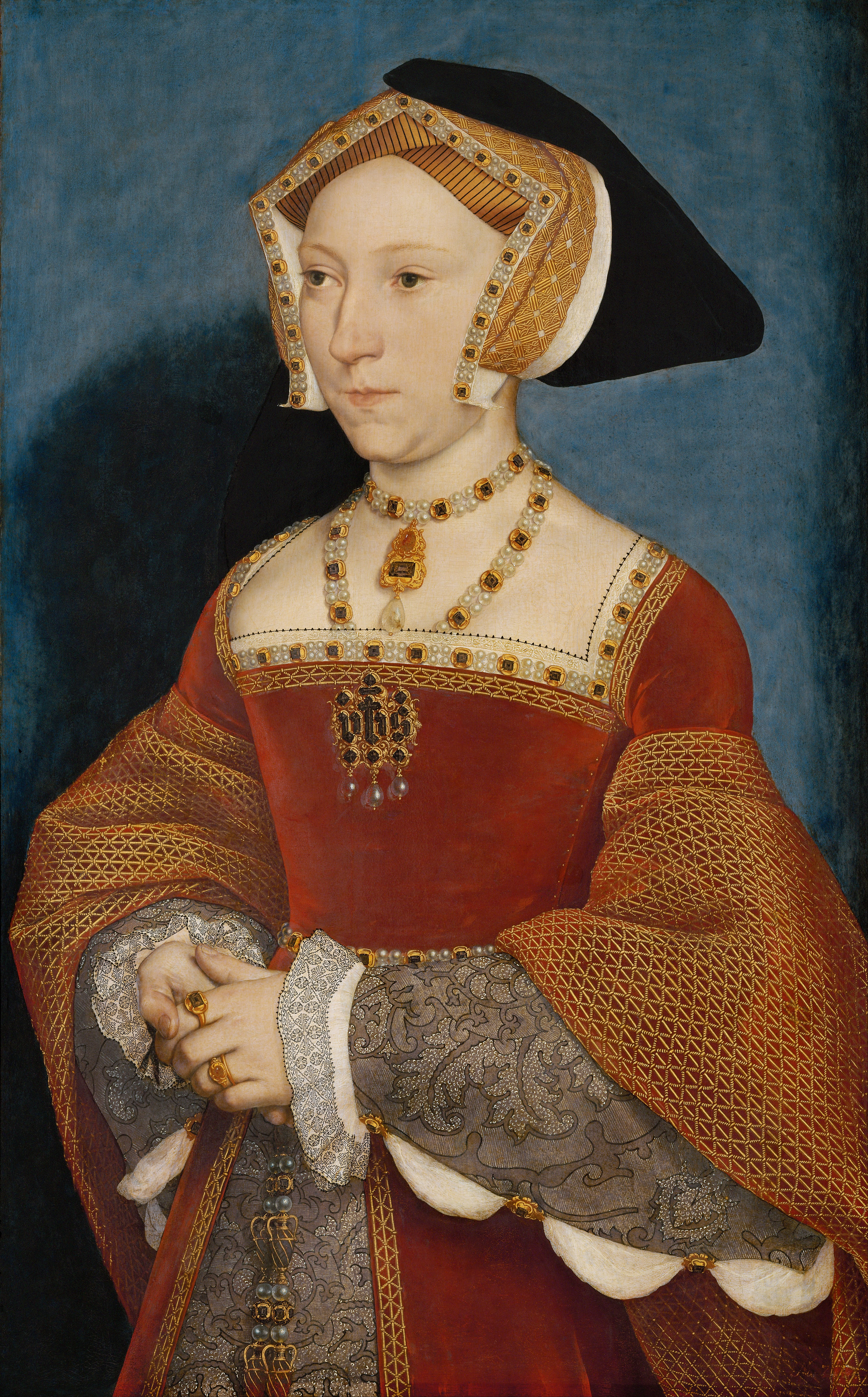
Jane Seymour, regina d'Inghilterra e cognata di Gregory Cromwell

Nell'agosto 1537 Gregory Cromwell sposò Elizabeth Seymour, sorella minore di Jane Seymour la quale, un anno prima, era divenuta la terza moglie del re Enrico VIII. Col matrimonio, i Cromwell diventarono parenti acquisiti del sovrano, ma Jane morì in capo a tre mesi, il 24 ottobre 1537, pochi giorni dopo aver messo al mondo l'unico figlio maschio di Enrico, Edoardo.
I Cromwell presero parte al corteo funebre della regina con una posizione di primo piano. Gregory e suo cugino Richard portavano gli stendardi reali, mentre le rispettive mogli, Elizabeth Seymour e Frances Murfyn, guidavano la processione delle dame in lutto.

### Carriera e vita pubblica

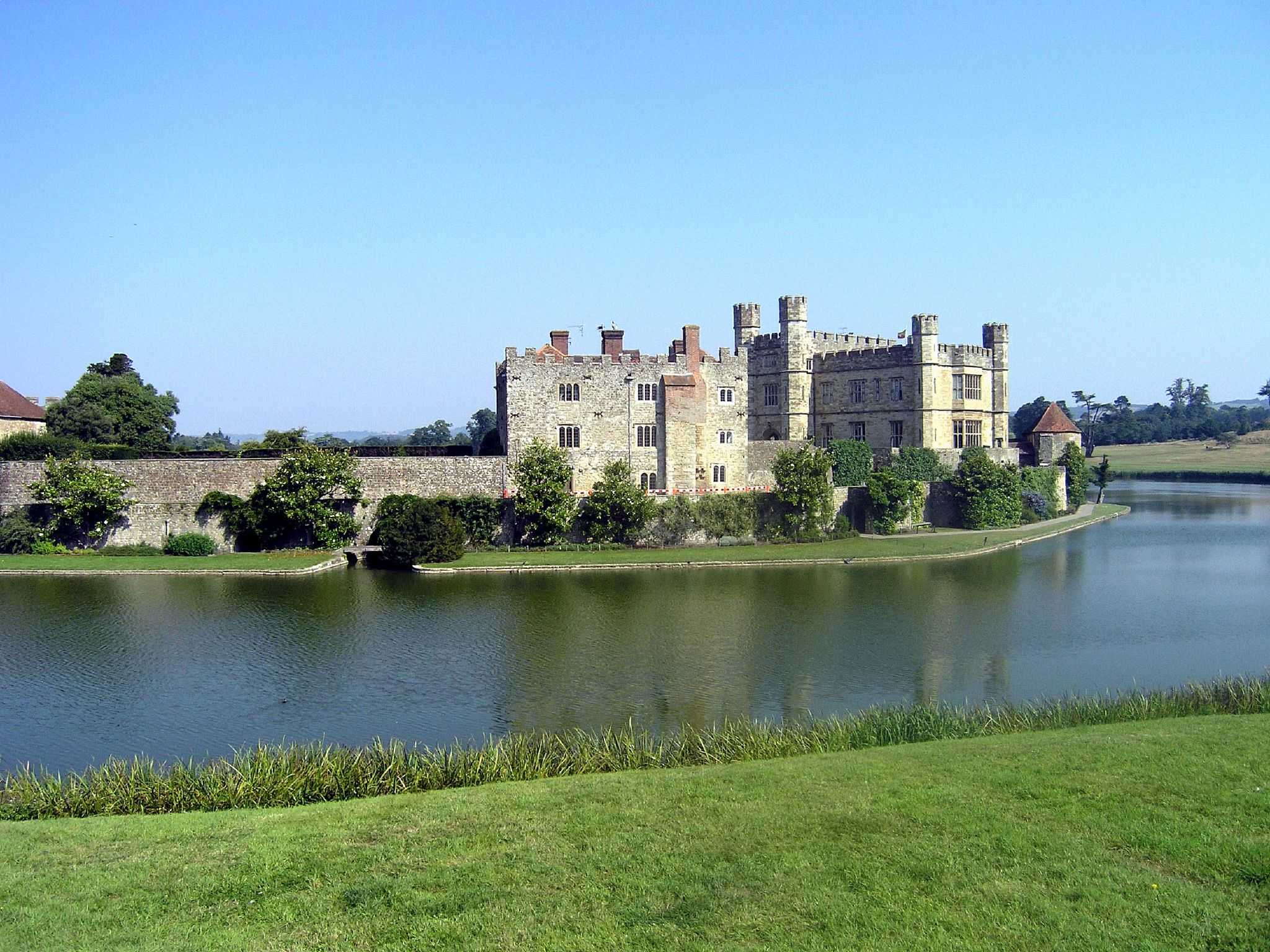
Castello di Leeds

Dopo la morte della regina, mentre suo padre era impegnato a contrattare il matrimonio fra il re e la principessa tedesca Anna di Cleves, Gregory ricoprì il suo primo incarico pubblico, ovvero giudice di pace nel Sussex.
Il suo primo figlio, Henry, nacque il 1º marzo 1538 e fu battezzato a Hampton Court, con la figlia del re, Maria, come madrina. Subito dopo, la famiglia partì per il Sussex, dove alloggiarono con uno sfarzoso seguito nell'ex Priorato di Lewes, acquisito da Thomas Cromwell il 16 febbraio 1538 insieme alle terre e le rendite annesse. I Cromwell furono accolti con calore dalla popolazione locale, che sfilò portando loro doni, ma nel maggio un'epidemia di peste gli costrinse a trasferirsi in un'abitazione più distante, The Motte, sempre di proprietà di Thomas Cromwell e a circa quattro miglia dalla città. Verso la fine di giugno, i Cromwell avrebbero dovuto ospitare la visita reale, ma questa dovette essere rimandata a causa della peste. Nel novembre 1538, Gregory ricevette dal padre il feudo di Oakham, con diritto di trasmetterlo al figlio maggiore al momento della sua morte. Nel 1539 Gregory si dimise da giudice di pace, dopo essere stato accusato di cattiva condotta e aver rifiutato di scontare la pena.
Gregory e sua moglie si trasferirono quindi nel castello di Leeds, di cui Thomas Cromwell era connestabile da gennaio 1539, portando con loro anche la sorellastra di Gregory, Jane, di soli nove anni. Gregory fu poi eletto parlamentare per il Kent su insistenza paterna presso Thomas Cheyne, come parte della strategia di Cromwell per ottenere un Parlamentare "trattabile" per i suoi interessi, malgrado non avesse ancora l'età minima richiesta di 21 anni. Venne investito del ruolo il 28 aprile 1539.
L'8 maggio, prese parte, insieme a suo cugino Richard e a Christopher Morris, alla grande adunata indetta dal re a Mile End per annunciare le misure che intendeva prendere contro l'imperatore Carlo V e Francesco I di Francia. I convocati, circa 16.500, tutti maschi fra i sedici e i sessant'anni, sfilarono per la città fino al Palazzo di Westminster in una dimostrazione del potere inglese.
Nel dicembre 1539 Gregory Cromwell fu scelto per la delicata missione di condurre in Inghilterra da Calais la nuova sposa del re, la principessa tedesca Anna di Cleves, il matrimonio con la quale era stato orchestrato da Thomas Cromwell come parte dei suoi progetti riformisti.
Gregory, che viaggiava all'estero per la prima volta, scrisse diverse lettere molto dettagliate sul suo periodo in Francia, indirizzandole sia al padre che alla moglie, e chiedendo in cambio notizie della famiglia e dei figli. Una volta giunta la principessa, Gregory fu fra i gentiluomini incaricati di istruirla nell'inglese e nei passatempi graditi al re, fra cui i giochi di carte. Alla fine, dopo aver dovuto più volte rimandare per il tempo avverso, l'ambasceria rientrò in Inghilterra il 27 dicembre 1539. Dieci giorni dopo, il 6 gennaio 1640, il re e Anna si sposarono.

### La caduta di Thomas Cromwell, 1540

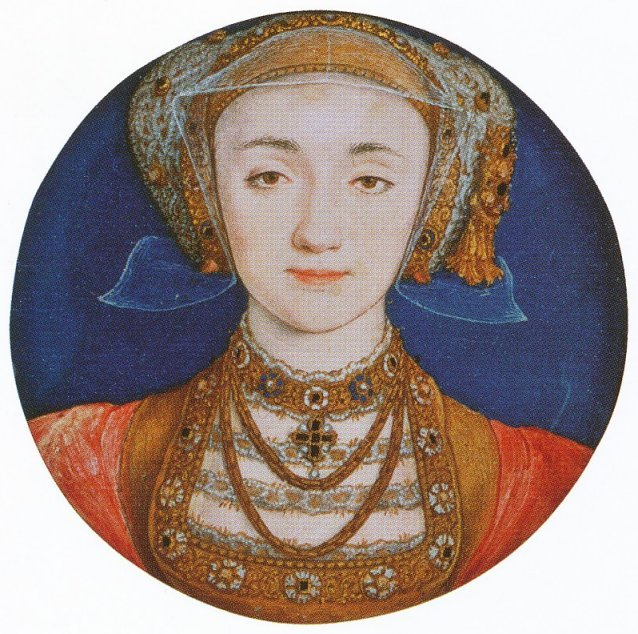
Anna di Cleves, regina d'Inghilterra

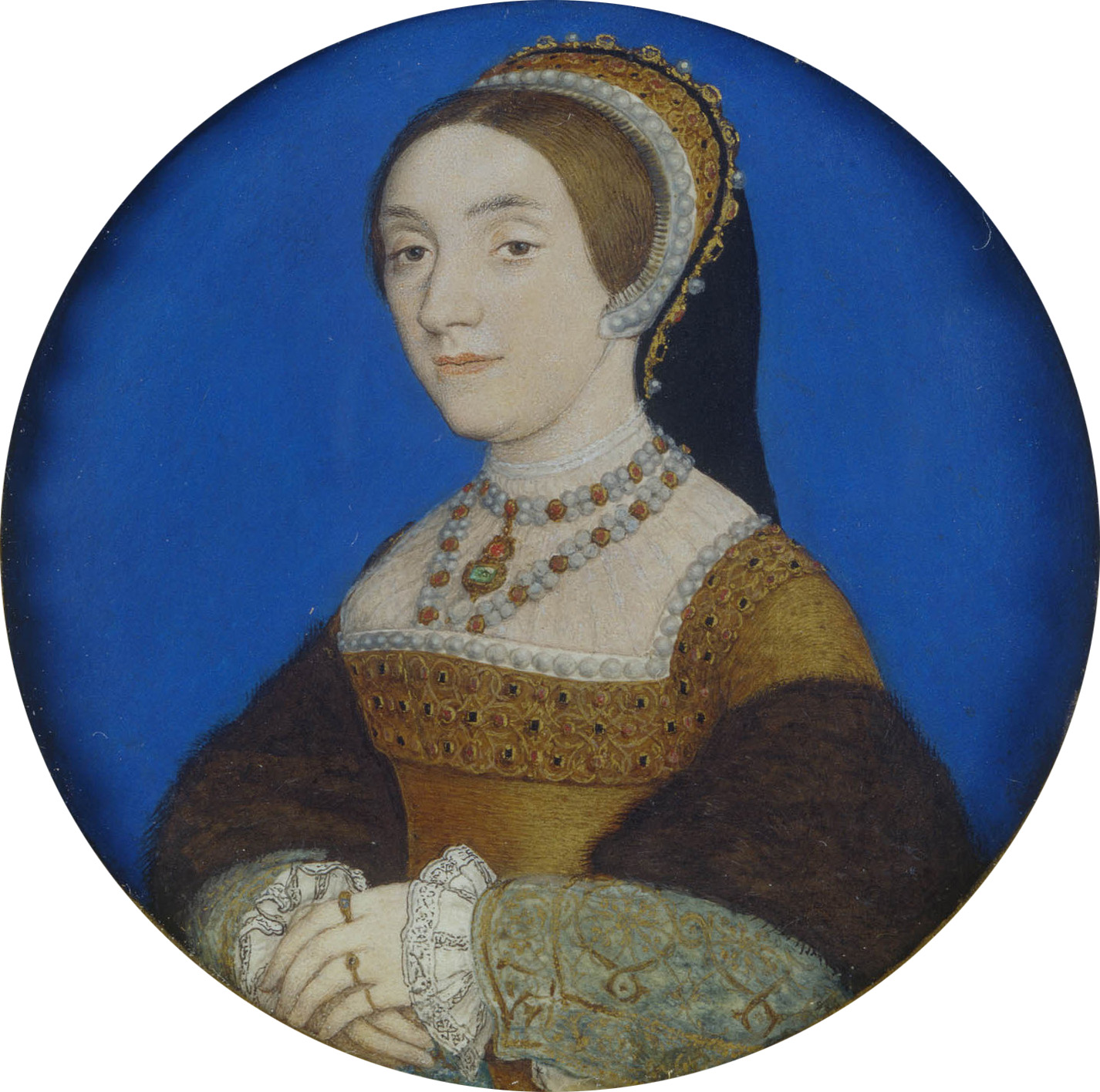
Caterina Howard, regina d'Inghilterra

Come principale artefice del nuovo matrimonio reale, che legava l'Inghilterra ai luterani tedeschi, Cromwell raggiunse l'apice della sua carriera politica, il cui eco si riversò sulla sua famiglia. Nel gennaio 1540, la moglie di Gregory venne nominata dama d'onore della regina. Il 17 aprile, Thomas Cromwell venne nominato Conte di Essex, e di conseguenza suo figlio assunse il titolo di cortesia di Lord Cromwell, Barone Cromwell di Wimbledon.
Nella sua nuova veste, Gregory partecipò alle celebri giostre della settimana del 1º maggio, che si tenevano al Palazzo di Westminster e attiravano partecipanti da tutta Europa. Gregory partecipò accompagnato da William Hayward, Edward Clinton e Henry Howard, che guidava la formazione. Tutta la squadra era vestita di velluto bianco, e dello stesso tessuto erano le bardature dei cavalli. La squadra avversaria contava 46 cavalieri, fra cui suo cugino Richard, John Dudley, Thomas Seymour, Thomas Poyninge, George Carew e Anthony Kingston. Dopo le giostre, tutti i cavalieri sfilarono fino a Durham Place, dove ogni giorno veniva tenuto un banchetto per l'intera corte, compresa la coppia reale. In tale occasione, il re donò a Gregory uno degli anelli di diamante che indossava, in riconoscimento del suo valore e del favore di cui godevano i Cromwell.
La repentina ascesa dei Cromwell produsse tuttavia nuovo slancio nella fazione rivale a corte, di matrice cattolica e guidata da Stephen Gardiner, vescovo di Winchester, e da Thomas Howard, III duca di Norfolk. Il potere di Cromwell era legato al matrimonio del re con Anna di Cleves, che si era rapidamente rivelato fallimentare: Enrico provava repulsione fisica per la nuova moglie e il matrimonio rimaneva non consumato. Approfittando di ciò, Howard portò a corte sua figlia, Caterina Howard, della quale ben presto Enrico s'infatuò. Una volta che Caterina fu saldamente posizionata come nuova futura moglie di Enrico, che si stava adoperando per fare dichiarare nullo il matrimonio con Anna, Gardiner e Howard convinsero il re ad arrestare Cromwell con accuse di eresia e tradimento. Il 10 giugno 1540, mentre prendeva parte al consiglio, Thomas Cromwell fu arrestato, segregato nella Torre di Londra, i suoi titoli revocati e i suoi beni requisiti.
Al momento dell'arresto, Gregory si trovava alla Camera dei Comuni a Westminster. Avvisato dell'arresto del padre, mandò un messaggio alla moglie, che si trovava a corte come damigella della regina Anna, avvisandola del pericolo che loro stessi correvano. La coppia, che non possedeva beni propri e si ritrovò quindi nullatenente e senza casa dopo l'esproprio (il Castello di Leeds venne dato a Anthony St Leger), ottenne protezione, vitto e alloggio dal fratello di Elizabeth, Edward Seymour, che intercedette per loro presso il re. I compagni di Gregory, fra cui Ralph Sadler, lo aiutarono a comunicare segretamente col padre. In generale, la coppia non venne coinvolta nelle conseguenze dell'arresto: non vennero interrogati né indagati, e non subirono ritorsioni di alcun tipo. Tuttavia, la loro situazione era precaria: oltre al sequestro dei beni, il 20 luglio Anna di Cleves, che aveva accettato l'annullamento del suo matrimonio dieci giorni prima, congedò le sue dame di compagnia, fra cui Elizabeth, privandoli quindi anche di quell'ultimo introito, oltre che dell'ultimo legame diretto con la corte.
Rinchiuso nella Torre, Cromwell, consapevole di avere poche speranze di salvezza, si preoccupò di implorare per il figlio, la nuora e i nipoti. In una lettera indirizzata al re, implorò clemenza per loro, ma pare che nessuno accettò di consegnarla, fino a quando non venne convocato Ralph Sadler. Il 29 giugno, fu emesso, senza processo, l'atto di condanna contro Cromwell.
Non è noto se Gregory Cromwell fosse presente in Parlamento quando fu emessa la condanna a morte di suo padre. Il 20 luglio, appena congedata dal servizio a corte, Elizabeth Seymour scrisse al re una lettera estremamente deferente, in cui rinnegò Cromwell per cercare di riottenere il suo favore per sé e il marito, forse cercando di assicurarsi un posto a corte come damigella della prossima regina, Caterina Howard.
In una lettera datata 28 febbraio 1541, un mercante, Richard Hilles, suggerisce che la poca resistenza di Cromwell fosse il risultato della promessa del re che, se avesse confessato senza dare problemi, avrebbe concesso a Gregory titoli, terre e favori.
Thomas Cromwell venne decapitato il 28 luglio 1540, lo stesso giorno in cui il re sposò segretamente Caterina Howard. Non è noto se Gregory Cromwell assistette all'esecuzione o se gli fu permesso seppellire suo padre. In pochi si permisero di piangerlo apertamente, a causa della paura di attirare i sospetti paranoici di Enrico. Fra i pochi, c'era Ralph Sadler, che conservò il ritratto di Cromwell fatto da Hans Holbein per evitare che venisse distrutto, e Thomas Wyatt, che scrisse un sonetto a lui dedicato. Al momento della sua morte, Thomas Cromwell era uno degli uomini più ricchi del regno, ma a causa della sua morte in disgrazia a Gregory non venne permesso di ereditare nulla, né titoli, né terre né denaro, lasciandolo nell'indigenza per diversi mesi.
Nei mesi successivi, Enrico monitorò attentamente chiunque fosse legato al defunto conte di Essex, tant'è che il 17 gennaio 1541 Ralph Sadler e Thomas Wyatt furono parimenti arrestati, anche se entrambi furono rilasciati, il primo in pochi giorni, il secondo a marzo, su richiesta della regina Caterina, quando ormai Enrico non era più convinto della colpevolezza di Thomas Cromwell e di conseguenza aveva allentato la paranoia nei confronti di chi gli era stato legato.

### Concessione della baronia
Il 18 dicembre 1540, meno di cinque mesi dopo la morte di Thomas Cromwell, Enrico VIII creò Gregory Cromwell pari del regno e lo nominò, tramite lettere patenti, Barone Cromwell. Mentre in precedenza Gregory aveva portato tale titolo solo come forma di cortesia, in virtù del titolo paterno di Conte di Essex, questa volta si trattava di una creazione a pieno titolo.
Insieme al titolo, gli riassegnò alcuni dei beni che erano stati del defunto Thomas Cromwell, fra cui il feudo di Oakham e l'abbazia di Launde, nel Leicestershire, che era stata acquisita dai Cromwell nel 1540 e che divenne la residenza principale di Gregory Cromwell e della sua famiglia fino alla di lui morte nel 1551, una volta completata, nel 1541, la costruzione della casa padronale.
Il 20 febbraio 1547, in occasione dell'incoronazione di Edoardo VI, figlio di Enrico VIII e Jane Seymour e nipote acquisito di Gregory tramite sua moglie Elizabeth, Gregory venne nominato Cavaliere del Bagno.

### Anni successivi
Dopo aver stabilizzato la propria situazione, Gregory si tenne lontano dalla politica di corte, preferendo dedicarsi all'amministrazione delle proprie tenute, dove viveva col proprio circolo ristretto, che includeva suo cugino Richard Williams Cromwell (morto nel 1448), Ralph Sadler, Henry Dowes, suo ex precettore, e William Cecil, che era stato segretario dei Seymour. Tuttavia, prese parte con devozione alle sedute della Camera dei Lord, tanto da farsi notare per il suo record di presenze.
Rientrato nel favore reale e attento a evitare di suscitare controversie, Gregory fu il destinatario di molte concessioni reali, che lo resero uno dei principali proprietari terrieri d'Inghilterra e un uomo molto ricco. La lista dei suoi possedimenti includeva, oltre a quelli già indicati di Oakham e Launde, terreni e proprietà a Lodyngton, Tylton, Wateborogh, Langham, Flitteris, Lyddington, Belton, Wardley, Stoke Dry e Snelston. Possedeva anche manieri, case e castelli a Clapthorne, Piddington e Hackleton nel Northamptonshire, North Elmham e Beetley nel Norfolk.
Nel 1544 fu esentato dal prestare servizio militare nella guerra contro la Francia, suggerendo che fosse malato o infortunato. Come membro della Camera dei Lord, prese parte a eventi di alto profilo come il processo contro la regina Caterina Howard, che portò alla sua decapitazione nel 1542, e a quelli contro Henry e Thomas Howard nel gennaio 1547. Al funerale di Enrico VIII, nello stesso anno, fu uno dei portatori del baldacchino che copriva il feretro reale. Nel febbraio 1549 s nel gennaio 1550 prese parte ai processi contro i cognati Thomas e Edward Seymour.

### Morte e successione

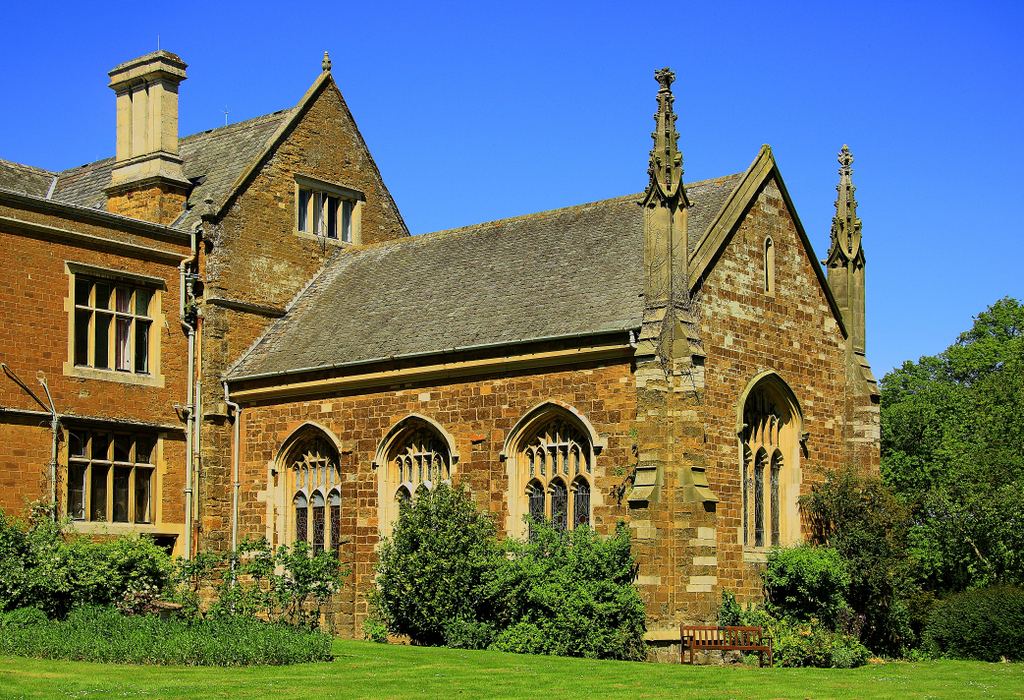
Cappella di Launde, dove si trova la tomba di Gregory Cromwell

Nel luglio 1551, Gregory Cromwell e sua moglie si ammalarono di malattia del sudore. Mentre Elizabeth si riprese, Gregory morì il 4 luglio 1551, all'età di circa 31 anni, nella sua casa di Launde. Venne sepolto il 7 luglio, in una lussuosa tomba all'interno della cappella annessa alla casa.
Suo erede fu il figlio maggiore, Henry Cromwell, II barone Cromwell, che garantì la successione fino alla morte senza eredi di Vere Cromwell, VII barone Cromwell, nel 1687.
Elizabeth Seymour nel 1554 si sposò per la terza volta, con John Paulet, erede del marchese di Winchester. Da lui non ebbe altri figli, ma il figlio maggiore di Elizabeth da ciascun precedente matrimonio in seguito sposò una delle figlie di Paulet dalla prima moglie. Morì nel 1568, venendo sepolta nella Chiesa di Santa Maria di Basing, nell'Hampshire.

## Matrimonio e discendenza

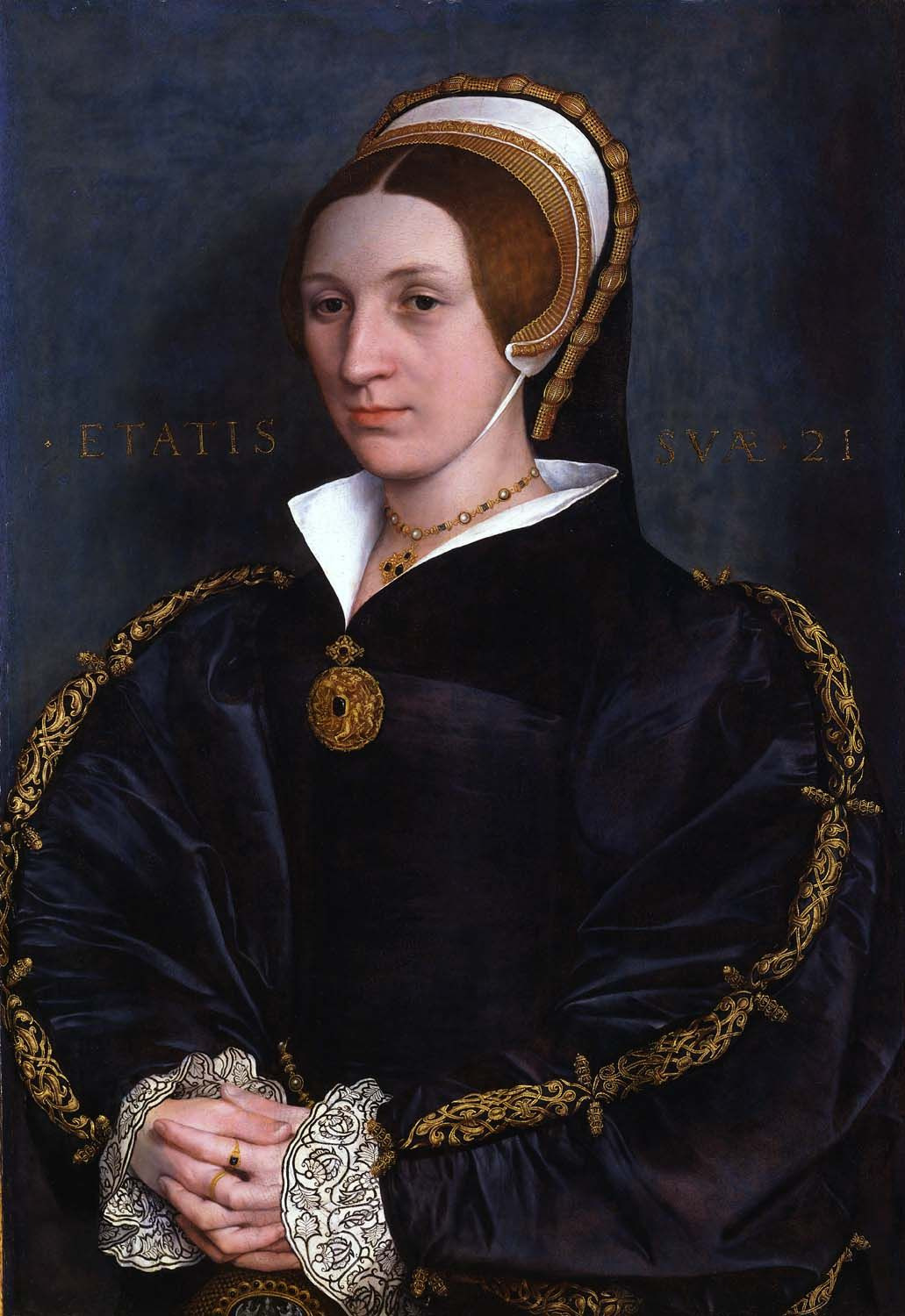
Presunto ritratto di Elizabeth Seymour, Hans Holbein il Giovane, 1537-1540

Nel marzo 1537, la diciannovenne Elizabeth Seymour, vedova di Anthony Ughtred (morto il 6 ottobre 1534) e sorella minore della regina Jane, terza moglie di Enrico VIII, scrisse da York a Thomas Cromwell per ottenere aiuto nell'acquisizione di alcuni monasteri di prossima chiusura a causa della riforma anglicana. Da parte sua, Cromwell le offrì di sposare suo figlio Gregory e a giugno Elizabeth accettò, nonostante, come cognata del re, avesse ricevuto molte altre proposte, fra cui quella di Arthur Darcy, figlio di Thomas, I barone Darcy, che le scrisse per esprimere il suo dolore per il rifiuto. La coppia convolò a nozze il 3 agosto 1537, a Mortlake. Elizabeth portò con sé nella nuova casa i due figli nati dal suo matrimonio con Ughtred, Henry (1533-1599) e Margery (nata postuma nel 1535).
Per celebrare l'evento, che rendeva Cromwell parente acquisito del re, venne commissionato un ritratto di Elizabeth, a opera di Hans Holbein. Il ritratto non è stato individuato con certezza, anche se è stato ipotizzato che si tratti del ritratto conservato al Toledo Museum Art, in precedenza identificato come un ritratto di Caterina Howard.
Il matrimonio sembra essere stato sereno, ed Elizabeth fu ben accolta anche dal suocero. Nei mesi seguenti le nozze, Elizabeth scrisse a Thomas Cromwell: "ciò che mi conforta di più al mondo è che trovo che vostra signoria è contenta di me, e che voi sarete il mio buon signore e padre, il che, confido, non meriterà mai altro, ma piuttosto darà motivo alla continuazione dello stesso". S'instaurò anche un forte legame fra Gregory, suo padre ed Edward Seymour, fratello di Elizabeth.
La coppia ebbe cinque figli:
- Henry Cromwell, II barone Cromwell (1° marzo 1538 - 20 novembre 1592)[128]. Sposò Mary Paulet, figlia di John Paulet, II marchese di Winchester e della sua prima moglie Elizabeth Willoughby. Mary era la sorellastra acquisita di Henry, dal momento che nel 1554 il padre di lei aveva sposato la madre di lui. Inoltre, la sorella di Mary, Elizabeth, sposò in seconda nozze il fratellastro omonimo di Henry, Henry Ughtred. La coppia ebbe tre figli:[129]
  - Catherine Cromwell (1557 – 24 marzo 1621). Il 10 febbraio 1581 sposò Lionel Tollemache (1562 – 1612), da cui ebbe sette figli: Lionel II (2 agosto 1591 – 6 settembre 1640), Robert, Edward, Susan, Mary, Catherine e Anne[130];
  - Edward Cromwell, III barone Cromwell (1559 - 27 aprile 1607). Sposò prima Elizabeth Upton (morta nel 1593) e poi Frances Rugge (morta nel 1631), da cui ebbe un figlio, Thomas Cromwell, I conte di Ardglass (11 giugno 1594 - 20 novembre 1653), e due figlie, Frances e Anne[131];
  - Gregory Cromwell, sposò Frances Griffin, figlia di Edward Griffin[132].
- Edward Cromwell (1539 - ante 1553)[133];
- Thomas Cromwell (1540 - 1610). Nel 1580 sposò Catherine Gardner (morta nel 1616, figlia di Thomas Gardner di Coxford), da cui ebbe nove figli:[134]
  - Henry Cromwell (14 marzo 1583 – 1629);
  - Humfrey Cromwell (nato il 23 giugno 1586);
  - Ann Cromwell (nata il 22 agosto 1587);
  - Susan Cromwell (nata il 17 maggio 1590);
  - Lyonell Cromwell (nato il 8 gennaio 1591)
  - Thomas Cromwell;
  - Gregory Cromwell;
  - Catherine Cromwell;
  - Mary Cromwell.
- Catherine Cromwell (nata nel 1541). Sposò John Strode, figlio di Robert Strode ed Elizabeth Hody, da cui ebbe sei figli:[135]
  - Robert Strode (nato nel 1559);
  - Edward Strode;
  - John Strode;
  - Thomas Strode;
  - George Strode;
  - Margaret Strode.
- Frances Cromwell (1544 - 7 febbraio 1562). L'11 novembre 1560 sposò Richard Strode, figlio di William III Strode ed Elizabeth Courtenay, da cui ebbe un figlio:[136]
  - William Strode (morto nel 1637).

## Cultura popolare
- Gregory Cromwell è un personaggio della trilogia di romanzi Wolf Hall di Hilary Mantel ed è interpretato dagli attori Tom Holland e Charlie Rowe nel relativo adattamento.
- Nella serie TV I Tudors, è interpretato dall'attore Jack West.